# Gianluca Caporaso
Gianluca Caporaso (Potenza, 20 agosto 1973) è uno scrittore italiano.

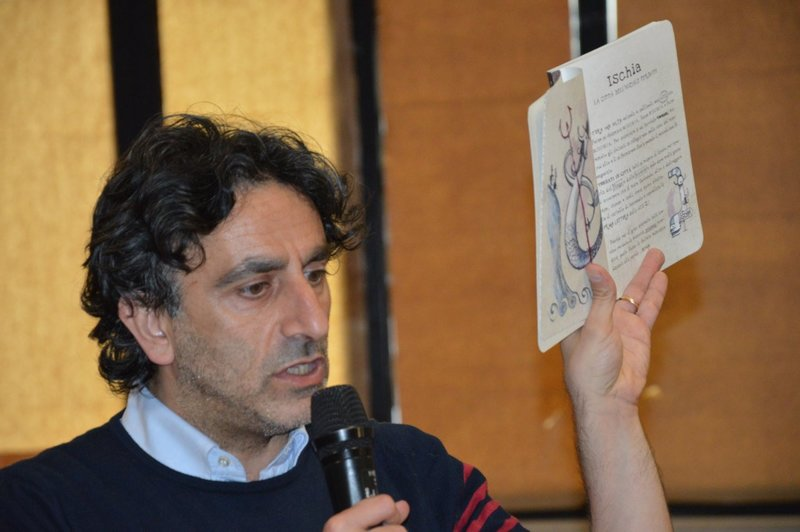
Gianluca Caporaso

Narratore e poeta di letteratura per ragazzi, organizza festival di narrazione per ragazzi e conduce laboratori di scrittura fantastica.

## Biografia
Dopo una laurea in Scienze della comunicazione con una tesi sul corpo e la televisione, ha frequentato il master in Comunicazione e marketing Upa presso l'Cà Foscari e ha lavorato per diversi anni nel mondo della comunicazione pubblicitaria e degli eventi.
Nel 2015, coordinando una rete di associazioni di volontariato del capoluogo lucano, ha ideato un Festival solidale intitolato "Le vie della pace".
Nel settembre 2017 ha ideato a Potenza un festival chiamato "La città delle infanzie" (La Città delle Infanzie – Le sere di Eufemia), un raduno di narratori, illustratori, esperti di linguaggi, artisti, pensatori, scenografi, tecnici e chiunque altro sia in grado di provocare stupori rispetto ai temi che variano di anno in anno.
È stato direttore artistico di diversi festival di narrazione per ragazzi promossi dai Comuni di Rotonda, Marsala, San Fele, Satriano di Lucania).

## Produzione letteraria

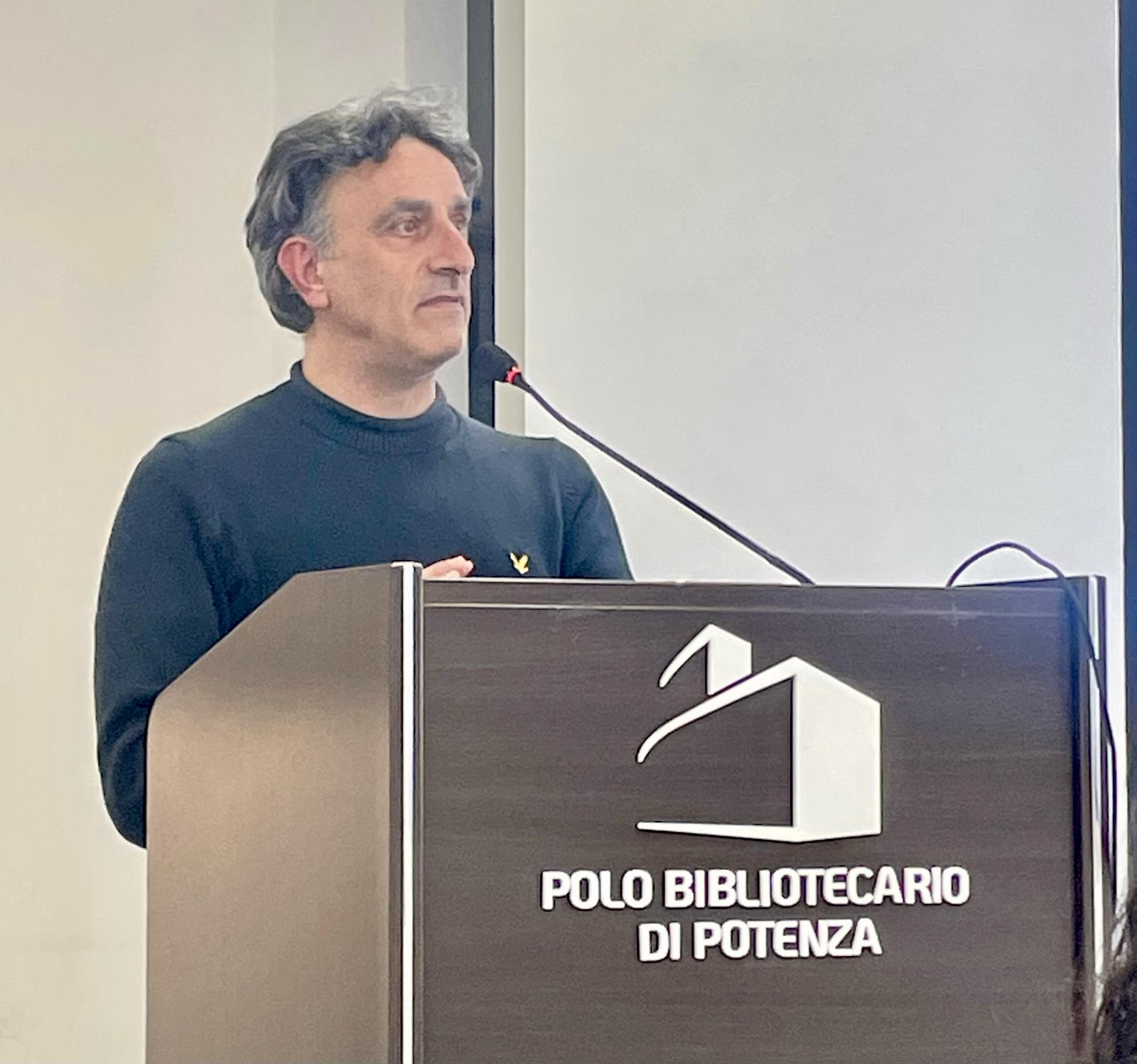
Gianluca Caporaso (Polo bibliotecario di Potenza, 2025)

Nel 2012 ha esordito come scrittore con I Racconti di Punteville - Ovvero le mirabolanti cronache degli uomini che viaggiarono nelle città della punteggiatura, edito da Lavieri con illustrazioni di Rita Petruccioli, in cui si narrano le Città della punteggiatura con le loro assurde, poetiche, umanissime cronache. Diversi brani del libro sono inseriti in prestigiose collane di sussidiari per le scuole elementari editi da Mondadori, Lisciani, Fabbri Editori, Erikcson.
Nel 2015 è uscito Appunti di geofantastica, edito da Lavieri con illustrazioni di Sergio Olivotti. La raccolta narra di città completamente reinventate attraverso un gioco con i nomi che portano. È un viaggio in cui le città reali vengono reinventate e si trasformano in città immaginifiche e visionarie, secondo una geografia della gentilezza. Nel numero del 26 giugno 2018 di Robinson, allegato culturale de La Repubblica, il libro è stato inserito tra i 14 testi fondamentali per la costruzione di una biblioteca minima del viaggiatore.
Nel 2017 è stato pubblicato Il Catalogo Ragionato delle Patamacchine, edito da Lavieri con illustrazioni di Sergio Olivotti. È una raccolta di macchine assurde capaci di trovare soluzioni immaginarie per risolvere problemi inesistenti: un inno al gioco e alla bellezza degli abbracci, in un tempo così ricco di oggetti e povero di relazioni.
Nel 2018 è uscito le Lettere all’amata (Lavieri edizioni), una raccolta epistolare in cui rivolgendomi a un’amata senza viso e senza nome, senza profilo e senza storia, indago il senso della parola e della riscrittura rispetto alla vita, all’arte, agli incontri, al tragitto degli uomini.
A settembre 2019 ha scritto Viaggi terrestri, marini e lunari del Barone di Munchhausen, edito da Lavieri con illustrazioni di Sergio Olivotti. È una riscrittura in quartine e rime delle celebri avventure del Barone, un tentativo di riscrivere poeticamente le sue menzognere e assurde vicende al fine di recuperarne la musicale e stupefacente capacità di farci sorridere e capire.
Di settembre 2020 è Basilicata in rima, un leporello contenente 10 componimenti in rima sulle magie della Basilicata. Autoprodotto con il marchio Edizioni Fragili, le rime sono accompagnate dalle illustrazioni di Raffaele Pentasuglia.
Nel marzo del 2021 è venuta alla luce Tempo al tempo, raccolta di 37 filastrocche sui tanti tempi del tempo, edita da Salani e illustrato da Francesca Cosanti. Il libro ha avuto più ristampe e si è aggiudicato diversi riconoscimenti (Premio Il mondo salvato dai ragazzini, Premio speciale Giuria Città di Moncalieri, Secondo Posto Premio Città di Civitella del Tronto, Finalista premio Forum Traiani).
A settembre 2022 è uscito Il Signor Conchiglia, un racconto lungo sulle vicende di un bambino che sogna di arrivare dall’altro lato del mare. Un libro la cui narrazione fantastica è dedicata alla memoria di Alan Kurdi. Edito da Salani e illustrato da Francesca Tomai, il libro ha vinto i premi Elsa Morante Ragazzi 2024 e Libro Aperto Festival 2023.
A marzo 2025 è la volta di Dove sei? Rime senza fissa dimora (Salani editore), raccolta di 52 componimenti in rima dedicato ai tanti luoghi della vita e illustrato da Sergio Olivotti.

## Riconoscimenti istituzionali
Nel 2015 il Comune di Casalbordino gli ha conferito un riconoscimento pubblico. Nel 2023 la città di Ischia gli ha conferito la Benemerenza civica. Entrambi i riconoscimenti sono legati ai valori espressi dal suo percorso letterario.

### Racconti
- I Racconti di Punteville - Ovvero le mirabolanti cronache degli uomini che viaggiarono nelle città della punteggiatura, Lavieri, Villa d’agri (Pz), 2012. ISBN 978-8896971499
- Appunti di geofantastica, Lavieri, Villa d’agri (Pz), 2015. ISBN 978-8896971390
- Il Catalogo Ragionato delle Patamacchine, Lavieri, Villa d’agri (Pz), 2017. ISBN 978-8896971666
- Lettere all’amata, Lavieri, Villa d’agri (Pz), 2018. ISBN 978-8896971918
- Il Signor Conchiglia, Salani, Milano, 2021. ISBN 978-8831013499

### Poesie
- Viaggi terrestri, marini e lunari del Barone di Munchhausen, Lavieri, Villa d’agri (Pz), 2019. ISBN 978-8854920095
- Basilicata in rima, Edizioni Fragili, Potenza, 2020. ISBN 978-8894552409
- Tempo al tempo, Salani, Milano, 2021. ISBN 978-8831006965
- Dove sei? Rime senza fissa dimora, Salani, Milano, 2025. ISBN 978-8831021784